# کالاتالیق
کالاتالیق (ترکی آذربایجانی: Kalatalıq) یک منطقهٔ مسکونی در جمهوری آرتساخ است که در استان شاهومیان واقع شده‌است.